# Амвросий (Бэрд)
Митрополит Амвросий (греч. Μητροπολίτης Αμβρόσιος, в миру Эдриан Бэрд, англ. Adrian Baird; 14 августа 1949, Лондон, Великобритания) — епископ старостильной Церкви истинно-православных христиан Греции (Синод Хризостома); митрополит Мефонский (с 1993).
Тезоименитство — 7 (20) декабря (святитель Амвросий Медиоланский).

## Биография
Родился 14 августа 1949 года в Лондоне. В 1962 году окончил Винчестерский колледж. В 1968 году окончил Институт искусства Курто в Лондоне со специализацией в истории искусства.
Принял православие и в 1973 года поступил в братство монастыря святых Киприана и Иустины в Фили. Пострижен в монашество с именем Амвросий в честь святителя Амвросия Медиоланского.
17 (30) июля 1974 года архиепископом Афинским Авксенитием (Пастрасом) был хиротонисан во иеродиакона, 1 (14) мая 1978 года им же — в сан иеромонаха.
Богословское образование получил в «Центре православных исследований традиционалистов» в США.
21 января 1993 года хиротонисан во епископа Мефонского, викария Оропосской и Филийской митрополии. Возглавил иностранный отдел Синода противостоящих.
Имел гражданство Южной Осетии: «С 1988 г., я регулярно посещаю Республику Южной Осетии; в 2003 г., тогдашний Президент Э. Д. Кокоев лично наградил меня гражданством Южной Осетии и в 2006 г., тогдашний Примьер Министр Ю. Морозов дал мне один из первых ново-печатанных Южно-Осетинских паспортов (№ 25), который я держу с тех пор. В течение целых 15 лет моего Южно-Осетинского гражданства, никто не возразил против законности моего гражданства, ссылаясь на обще-известный факт, что я тоже являюсь гражданином Великой Британии. Мои контакты с правительством и администрацией всегда были очень сердечными».
С 2010 года в связи с кончиной архиепископа Сиднейского и Нового Южного Уэльса Хризостома (Алемангоса), был назначен временно управляющим Австралийской епархией.
19 мая 2011 года решением Синода Противостоящих в связи с освобождением епископа Георгия (Пухатэ) от управления Аланской епархией, назначен временным управляющим приходами в Южной Осетии.
С 18 марта 2014 года, вместе со всеми членами Синода противостоящих, присоединился к ИПЦ Греции (Синод Хризостома); решением «Хризостомовского Синода» оставлен титулярным епископом Мефонским с сохранением за ним управления Аланской епископии.
15/28 апреля 2014 года назначен местоблюстителем новоучреждённой Канангской митрополии в Конго и Сиднейской митрополии в Австралии, а также епископий Эбу Кении и Ричмондской в Англии.
18 апреля 2018 года на КПП «Нижний Рук» у него был изъят паспорт Южной Осетии.
Полиглот. Владеет восемью языками (пятью из которых — в совершенстве).